# Onzo
Onzo – miejscowość i gmina we Włoszech, w regionie Liguria, w prowincji Savona.
Według danych na rok 2004 gminę zamieszkiwały 223 osoby, 27,9 os./km².